# لاک‌پشت مصری
لاک پشت مصری یا لاک پشت کلاینمن (Testudo kleinmanni)، یک نوع لاک پشت پنهان کننده گردن در خانواده Testudinidae است که به شدت در معرض خطر انقراض است. این گونه بومی مصر و لیبی است. این گونه روزگاری از جمعیت مناسبی برخوردار بود اما اکنون تعداد آن در حال کاهش است و تقریباً در مصر منقرض شده‌است.